# Gastonia rodriguesiana
Polyscias rodriguesiana là một loài thực vật thuộc họ Araliaceae. Đây là loài đặc hữu của Mauritius.